# Großer Preis von Frankreich 2021
Der Große Preis von Frankreich 2021 (offiziell Formula 1 Emirates Grand Prix de France 2021) fand am 20. Juni auf dem Circuit Paul Ricard in Le Castellet statt und war das siebte Rennen der Formel-1-Weltmeisterschaft 2021.

## Bericht

### Hintergründe
Nach dem Großen Preis von Aserbaidschan führte Max Verstappen in der Fahrerwertung mit vier Punkten vor Lewis Hamilton und mit 36 Punkten vor Sergio Pérez. In der Konstrukteurswertung führte Red Bull Racing mit 26 Punkten vor Mercedes und mit 80 Punkten vor Ferrari.
Beim Großen Preis von Frankreich stellte Pirelli den Fahrern die Reifenmischungen P Zero Hard (weiß, Mischung C2), P Zero Medium (gelb, C3) und P Zero Soft (rot, C4) sowie für Nässe Cinturato Intermediates (grün) und Cinturato Full-Wets (blau) zur Verfügung.
Lando Norris (acht), George Russell, Hamilton (jeweils sechs), Sebastian Vettel (fünf), Kimi Räikkönen, Lance Stroll, Pérez (jeweils vier), Charles Leclerc, Nicholas Latifi, Antonio Giovinazzi (jeweils drei), Nikita Masepin (zwei), Esteban Ocon, Carlos Sainz jr., Pierre Gasly, Yuki Tsunoda und Daniel Ricciardo (jeweils einer) gingen mit Strafpunkten ins Rennwochenende.
Mit Hamilton (zweimal), Fernando Alonso und Räikkönen (jeweils einmal) traten drei ehemalige Sieger zu diesem Grand Prix an.
Als Rennkommissare für dieses Rennwochenende fungierten Tim Mayer (USA), Eric Barrabino (MCO), Yannick Dalmas (FRA) und Jean Marie Krempff (FRA).

### Training
Valtteri Bottas fuhr im ersten freien Training in 1:33.448 Minuten die Bestzeit vor Hamilton und Verstappen.
Im zweiten freien Training war Verstappen mit einer Rundenzeit von 1:32.872 Minuten Schnellster vor Bottas und Hamilton.
Im dritten freien Training fuhr erneut Verstappen mit 1:31.300 Minuten die Bestzeit vor Bottas und Sainz jr.

### Qualifying
Das Qualifying bestand aus drei Teilen mit einer Nettolaufzeit von 45 Minuten. Im ersten Qualifying-Segment (Q1) hatten die Fahrer 18 Minuten Zeit, um sich für das Rennen zu qualifizieren. Alle Fahrer, die im ersten Abschnitt eine Zeit erzielten, die maximal 107 Prozent der schnellsten Rundenzeit betrug, qualifizierten sich für den Grand Prix. Die besten 15 Fahrer erreichten den nächsten Teil. Verstappen war Schnellster. Tsunoda, Stroll, Masepin, Räikkönen und Latifi schieden aus. Das Segment wurde wegen Unfällen von Tsunoda sowie Mick Schumacher zweimal unterbrochen.
Der zweite Abschnitt (Q2) dauerte 15 Minuten. Die schnellsten zehn Piloten qualifizierten sich für den dritten Teil des Qualifyings und mussten mit den hier verwendeten Reifen das Rennen starten, alle anderen hatten freie Reifenwahl für den Rennstart. Bottas war Schnellster. Ocon, Vettel, Giovinazzi, Russell und Schumacher, der wegen seines Unfalls in Q1 keine Zeit setzen konnte, schieden aus.
Der finale Abschnitt (Q3) ging über eine Zeit von zwölf Minuten, in denen die ersten zehn Startpositionen vergeben wurden. Verstappen fuhr mit einer Rundenzeit von 1:29,990 Minuten die Bestzeit vor Hamilton und Bottas.

### Rennen
Tsunoda startete das Rennen aus der Boxengasse, weil beschädigte Teile seines Autos nach dem Qualifying ausgetauscht worden waren.
Nach dem Start unterlief Verstappen ein Fehler in der ersten Runde, welchen Hamilton ausnutzte um die Führung zu übernehmen. Norris verlor beim Start Positionen und fiel hinter Alonso und Ricciardo zurück, bevor er in der zehnten Kurve kurzzeitig von der Strecke abkam. Probleme beim Schalten vom zweiten in den dritten Gang führten dazu, dass sein McLaren nur langsam loskam. Die ersten drei setzten sich vom Viertplatzierten Pérez ab während Sainz jr. versuchte an ihm vorbeizukommen. Russell und Schumacher wurden zu Beginn des Rennens von Latifi, Räikkönen, Stroll und Tsunoda überholt. Vettel überholte Ocon in der zweiten Runde.
Hamilton baute in den ersten paar Runden einen Vorsprung von mehr als einer Sekunde auf Verstappen auf, was bedeutete, dass Verstappen das DRS nicht nutzen konnte, als es aktiviert war.
In der 14. Runde fuhr Leclerc als erster Fahrer in die Boxengasse, um neue Reifen zu holen, und eröffnete damit die erste Runde der Boxenstopps. Tsunoda und Schumacher folgten Leclerc, indem sie eine Runde später ihre Boxenstopps einlegten. Ricciardo kam in der 16. Runde zum Reifenwechsel, was ihm half, vor Gasly zu liegen, der eine Runde später die Reifen wechselte. Sainz jr. und Russell kamen ebenfalls in der 17. Runde an die Box. Alonso machte in der 18. Runde einen Boxenstopp, um seinem Teamkollegen Ocon (der lange nach dem Start auf harten Reifen unterwegs war) freie Fahrt zu verschaffen.
Mercedes rief Bottas in der 17. Runde zu einem Boxenstopp an, Red Bull tat dasselbe für Verstappen in der 18. Runde und Hamilton kam in der 19. Runde. Durch den früheren Stopp kam Verstappen wieder an Hamilton vorbei und übernahm nach dem Stopp seines Teamkollegen Pérez die Führung des Rennens. Pérez war bei windigem Wetter nicht so schnell wie Verstappen oder die Mercedes-Fahrer, konnte aber seinen Reifenverschleiß gut in den Griff bekommen.
In der 28. Runde verlor Vettel erheblich Zeit, als sein Auto durch starken Wind von der Strecke geweht wurde. Ocon machte in dieser Runde seinen Boxenstopp für neue Reifen, ebenso wie Giovinazzi., während Leclerc seinen Ferrari-Teamkollegen Sainz jr. vorbeiließ, um ihn nicht aufzuhalten.
Verstappen machte in der 32. Runde einen zweiten Stopp für neue Reifen, während Hamilton ohne erneuten Stopp weiterfuhr. Verstappen verließ die Boxengasse achtzehn Sekunden hinter Hamilton. Die neuen Reifen verschafften Verstappen einen erheblichen Geschwindigkeitsvorteil, so dass er Pérez schnell überholen und die beiden Mercedes-Fahrer einholen konnte. Verstappen holte Bottas in der 44. Runde ein und überholte ihn, als er einen Fehler machte. Fünf Runden vor Schluss begann Verstappen, Hamilton schnell einzuholen, da die Reifen des Mercedes stark abgenutzt waren. Verstappen überholte Hamilton schließlich in der vorletzten Runde.
Verstappen gewann so das Rennen vor Hamilton und Pérez, welcher kurz vor Ende des Rennens Bottas überholen konnte. Die übrigen Punkteplatzierungen belegten dann Norris, Ricciardo, Gasly, Alonso, Vettel und Stroll. Für Verstappen war es der 13. Sieg in der Formel-1-Weltmeisterschaft, für Hamilton das 170. Podium. Verstappen fuhr zudem die schnellste Rennrunde, wofür er einen zusätzlichen Punkt erhielt.
In der Fahrerwertung blieben die ersten drei Positionen unverändert, in der Konstrukteurswertung war McLaren nun wieder Dritter vor Ferrari.

## Meldeliste
| Team                            | Nr. | Fahrer             | Chassis                           | Motor                             | Reifen |
| ------------------------------- | --- | ------------------ | --------------------------------- | --------------------------------- | ------ |
| Mercedes-AMG Petronas F1 Team   | 44  | Lewis Hamilton     | Mercedes-AMG F1 W12 E Performance | Mercedes-AMG F1 M12 E Performance | P      |
| Mercedes-AMG Petronas F1 Team   | 77  | Valtteri Bottas    | Mercedes-AMG F1 W12 E Performance | Mercedes-AMG F1 M12 E Performance | P      |
| Red Bull Racing Honda           | 33  | Max Verstappen     | Red Bull Racing RB16B             | Honda RA621H                      | P      |
| Red Bull Racing Honda           | 11  | Sergio Pérez       | Red Bull Racing RB16B             | Honda RA621H                      | P      |
| McLaren F1 Team                 | 03  | Daniel Ricciardo   | McLaren MCL35M                    | Mercedes-AMG F1 M12 E Performance | P      |
| McLaren F1 Team                 | 04  | Lando Norris       | McLaren MCL35M                    | Mercedes-AMG F1 M12 E Performance | P      |
| Aston Martin Cognizant F1 Team  | 18  | Lance Stroll       | Aston Martin AMR21                | Mercedes-AMG F1 M12 E Performance | P      |
| Aston Martin Cognizant F1 Team  | 05  | Sebastian Vettel   | Aston Martin AMR21                | Mercedes-AMG F1 M12 E Performance | P      |
| Alpine F1 Team                  | 14  | Fernando Alonso    | Alpine A521                       | Renault E-Tech 20B                | P      |
| Alpine F1 Team                  | 31  | Esteban Ocon       | Alpine A521                       | Renault E-Tech 20B                | P      |
| Scuderia Ferrari Mission Winnow | 16  | Charles Leclerc    | Ferrari SF21                      | Ferrari 065/6                     | P      |
| Scuderia Ferrari Mission Winnow | 55  | Carlos Sainz jr.   | Ferrari SF21                      | Ferrari 065/6                     | P      |
| Scuderia AlphaTauri Honda       | 22  | Yuki Tsunoda       | AlphaTauri AT02                   | Honda RA621H                      | P      |
| Scuderia AlphaTauri Honda       | 10  | Pierre Gasly       | AlphaTauri AT02                   | Honda RA621H                      | P      |
| Alfa Romeo Racing Orlen         | 07  | Kimi Räikkönen     | Alfa Romeo Racing C41             | Ferrari 065/6                     | P      |
| Alfa Romeo Racing Orlen         | 99  | Antonio Giovinazzi | Alfa Romeo Racing C41             | Ferrari 065/6                     | P      |
| Uralkali Haas F1 Team           | 09  | Nikita Masepin     | Haas VF-21                        | Ferrari 065/6                     | P      |
| Uralkali Haas F1 Team           | 47  | Mick Schumacher    | Haas VF-21                        | Ferrari 065/6                     | P      |
| Williams Racing                 | 63  | George Russell     | Williams FW43B                    | Mercedes-AMG F1 M12 E Performance | P      |
| Williams Racing                 | 45  | Roy Nissany        | Williams FW43B                    | Mercedes-AMG F1 M12 E Performance | P      |
| Williams Racing                 | 06  | Nicholas Latifi    | Williams FW43B                    | Mercedes-AMG F1 M12 E Performance | P      |

Anmerkungen
1. 1 2  Der Williams mit der Startnummer 45 wurde im ersten freien Training für Nissany eingesetzt. Russell übernahm das Fahrzeug anschließend für das restliche Rennwochenende mit seiner Startnummer 63.

## Klassifikationen

### Qualifying
| Pos.                                                                      | Fahrer             | Konstrukteur              | Q1         | Q2         | Q3       | Start |
| ------------------------------------------------------------------------- | ------------------ | ------------------------- | ---------- | ---------- | -------- | ----- |
| 01                                                                        | Max Verstappen     | Red Bull Racing-Honda     | 1:31,001   | 1:31,080   | 1:29,990 | 01    |
| 02                                                                        | Lewis Hamilton     | Mercedes                  | 1:31,237   | 1:30,788   | 1:30,248 | 02    |
| 03                                                                        | Valtteri Bottas    | Mercedes                  | 1:31,669   | 1:30,735   | 1:30,376 | 03    |
| 04                                                                        | Sergio Pérez       | Red Bull Racing-Honda     | 1:31,560   | 1:30,971   | 1:30,445 | 04    |
| 05                                                                        | Carlos Sainz jr.   | Ferrari                   | 1:32,079   | 1:31,146   | 1:30,840 | 05    |
| 06                                                                        | Pierre Gasly       | AlphaTauri-Honda          | 1:31,898   | 1:31,353   | 1:30,868 | 09    |
| 07                                                                        | Charles Leclerc    | Ferrari                   | 1:32,209   | 1:31,567   | 1:30,987 | 06    |
| 08                                                                        | Lando Norris       | McLaren-Mercedes          | 1:31,733   | 1:31,542   | 1:31,252 | 07    |
| 09                                                                        | Fernando Alonso    | Alpine-Renault            | 1:32,158   | 1:31,549   | 1:31,340 | 08    |
| 10                                                                        | Daniel Ricciardo   | McLaren-Mercedes          | 1:32,181   | 1:31,615   | 1:31,382 | 10    |
| 11                                                                        | Esteban Ocon       | Alpine-Renault            | 1:32,139   | 1:31,736   | –        | 11    |
| 12                                                                        | Sebastian Vettel   | Aston Martin-Mercedes     | 1:32,132   | 1:31,767   | –        | 12    |
| 13                                                                        | Antonio Giovinazzi | Alfa Romeo Racing-Ferrari | 1:32,722   | 1:31,813   | –        | 13    |
| 14                                                                        | George Russell     | Williams-Mercedes         | 1:33,060   | 1:32,065   | –        | 14    |
| 15                                                                        | Mick Schumacher    | Haas-Ferrari              | 1:32,942   | keine Zeit | –        | 15    |
| 16                                                                        | Nicholas Latifi    | Williams-Mercedes         | 1:33,062   | –          | –        | 16    |
| 17                                                                        | Kimi Räikkönen     | Alfa Romeo Racing-Ferrari | 1:33,354   | –          | –        | 17    |
| 18                                                                        | Nikita Masepin     | Haas-Ferrari              | 1:33,554   | –          | –        | 18    |
| 107-Prozent-Zeit: 1:36,301 min (bezogen auf Q1-Bestzeit von 1:31,001 min) |                    |                           |            |            |          |       |
| 19                                                                        | Lance Stroll       | Aston Martin-Mercedes     | 2:12,584   | –          | –        | 19    |
| DNQ                                                                       | Yuki Tsunoda       | AlphaTauri-Honda          | keine Zeit | –          | –        | Box   |

Anmerkungen
1. ↑  Stroll wurde erlaubt zu starten, da er im freien Training ausreichend schnell gefahren war.
2. ↑  Tsunoda wurde erlaubt zu starten, da er im freien Training ausreichend schnell gefahren war.
3. ↑  Tsunoda musste aus der Boxengasse starten, da an seinem Fahrzeug Teile ausgetauscht wurden, als es unter Parc-Fermé-Bedingungen stand.

### Rennen
| Pos. | Fahrer             | Konstrukteur              | Runden | Stopps | Zeit        | Start | Schnellste Runde |
| ---- | ------------------ | ------------------------- | ------ | ------ | ----------- | ----- | ---------------- |
| 01   | Max Verstappen     | Red Bull Racing-Honda     | 53     | 2      | 1:27:25,770 | 01    | 1:36,404 (35.)   |
| 02   | Lewis Hamilton     | Mercedes                  | 53     | 1      | + 2,904     | 02    | 1:37,410 (44.)   |
| 03   | Sergio Pérez       | Red Bull Racing-Honda     | 53     | 1      | + 8,811     | 04    | 1:36,693 (53.)   |
| 04   | Valtteri Bottas    | Mercedes                  | 53     | 1      | + 14,618    | 03    | 1:36,960 (19.)   |
| 05   | Lando Norris       | McLaren-Mercedes          | 53     | 1      | + 1:04,032  | 08    | 1:37,425 (52.)   |
| 06   | Daniel Ricciardo   | McLaren-Mercedes          | 53     | 1      | + 1:15,857  | 10    | 1:38,324 (45.)   |
| 07   | Pierre Gasly       | AlphaTauri-Honda          | 53     | 1      | + 1:16,596  | 06    | 1:38,103 (44.)   |
| 08   | Fernando Alonso    | Alpine-Renault            | 53     | 1      | + 1:17,695  | 09    | 1:37,646 (44.)   |
| 09   | Sebastian Vettel   | Aston Martin-Mercedes     | 53     | 1      | + 1:19,666  | 12    | 1:37,138 (52.)   |
| 10   | Lance Stroll       | Aston Martin-Mercedes     | 53     | 1      | + 1:31,946  | 19    | 1:37,828 (44.)   |
| 11   | Carlos Sainz jr.   | Ferrari                   | 53     | 1      | + 1:39,337  | 05    | 1:38,931 (19.)   |
| 12   | George Russell     | Williams-Mercedes         | 52     | 1      | + 1 Runde   | 14    | 1:38,314 (52.)   |
| 13   | Yuki Tsunoda       | AlphaTauri-Honda          | 52     | 1      | + 1 Runde   | Box   | 1:38,980 (18.)   |
| 14   | Esteban Ocon       | Alpine-Renault            | 52     | 1      | + 1 Runde   | 11    | 1:38,645 (33.)   |
| 15   | Antonio Giovinazzi | Alfa Romeo Racing-Ferrari | 52     | 1      | + 1 Runde   | 13    | 1:38,702 (36.)   |
| 16   | Charles Leclerc    | Ferrari                   | 52     | 2      | + 1 Runde   | 07    | 1:37.681 (43.)   |
| 17   | Kimi Räikkönen     | Alfa Romeo Racing-Ferrari | 52     | 1      | + 1 Runde   | 17    | 1:37,992 (46.)   |
| 18   | Nicholas Latifi    | Williams-Mercedes         | 52     | 1      | + 1 Runde   | 16    | 1:38,313 (50.)   |
| 19   | Mick Schumacher    | Haas-Ferrari              | 52     | 1      | + 1 Runde   | 15    | 1:38,847 (51.)   |
| 20   | Nikita Masepin     | Haas-Ferrari              | 52     | 1      | + 1 Runde   | 18    | 1:39,317 (34.)   |

## WM-Stände nach dem Rennen
Die ersten zehn des Rennens bekamen 25, 18, 15, 12, 10, 8, 6, 4, 2 bzw. 1 Punkt(e). Zusätzlich gab es einen Punkt für die schnellste Rennrunde, da der Fahrer unter den ersten Zehn landete.

### Fahrerwertung
| Pos. | Fahrer           | Konstrukteur          | Punkte |
| ---- | ---------------- | --------------------- | ------ |
| 01   | Max Verstappen   | Red Bull Racing-Honda | 131    |
| 02   | Lewis Hamilton   | Mercedes              | 119    |
| 03   | Sergio Pérez     | Red Bull Racing-Honda | 84     |
| 04   | Lando Norris     | McLaren-Mercedes      | 76     |
| 05   | Valtteri Bottas  | Mercedes              | 59     |
| 06   | Charles Leclerc  | Ferrari               | 52     |
| 07   | Carlos Sainz jr. | Ferrari               | 42     |
| 08   | Pierre Gasly     | AlphaTauri-Honda      | 39     |
| 09   | Daniel Ricciardo | McLaren-Mercedes      | 34     |
| 10   | Sebastian Vettel | Aston Martin-Mercedes | 30     |

| Pos. | Fahrer             | Konstrukteur              | Punkte |
| ---- | ------------------ | ------------------------- | ------ |
| 11   | Fernando Alonso    | Alpine-Renault            | 17     |
| 12   | Esteban Ocon       | Alpine-Renault            | 12     |
| 13   | Lance Stroll       | Aston Martin-Mercedes     | 10     |
| 14   | Yuki Tsunoda       | AlphaTauri-Honda          | 8      |
| 15   | Kimi Räikkönen     | Alfa Romeo Racing-Ferrari | 1      |
| 16   | Antonio Giovinazzi | Alfa Romeo Racing-Ferrari | 1      |
| 17   | George Russell     | Williams-Mercedes         | 0      |
| 18   | Mick Schumacher    | Haas-Ferrari              | 0      |
| 19   | Nikita Masepin     | Haas-Ferrari              | 0      |
| 20   | Nicholas Latifi    | Williams-Mercedes         | 0      |

### Konstrukteurswertung
| Pos. | Konstrukteur          | Punkte |
| ---- | --------------------- | ------ |
| 1    | Red Bull Racing-Honda | 215    |
| 2    | Mercedes              | 178    |
| 3    | McLaren-Mercedes      | 110    |
| 4    | Ferrari               | 94     |
| 5    | AlphaTauri-Honda      | 45     |

| Pos. | Konstrukteur              | Punkte |
| ---- | ------------------------- | ------ |
| 06   | Aston Martin-Mercedes     | 40     |
| 07   | Alpine-Renault            | 29     |
| 08   | Alfa Romeo Racing-Ferrari | 2      |
| 09   | Williams-Mercedes         | 0      |
| 10   | Haas-Ferrari              | 0      |